# NGC 3570
NGC 3570 is een lensvormig sterrenstelsel in het sterrenbeeld Leeuw. Het hemelobject werd op 15 maart 1877 ontdekt door de Franse astronoom Édouard Jean-Marie Stephan.

## Synoniemen
- UGC 6240
- MCG 5-27-19
- ZWG 156.18
- NPM1G +27.0307
- PGC 34071